# Грушівка (Запорізький район)
Гру́шівка — село в Україні, Запорізькому районі Запорізької області. Входить до складу Петро-Михайлівської сільської громади.
Площа села — 48,7 га. Кількість дворів — 49, кількість населення на 01.01.2007 р. — 130 чол.

## Географія
Село Грушівка знаходиться за 1,5 км від лівого берега річки Дніпро, вище за течією на відстані 1,5 км розташоване село Улянівка, нижче за течією на відстані 2,5 км розташоване село Круглик.
Село розташоване за 42 км від міста Вільнянськ, за 52 км від обласного центра.
Найближча залізнична станція — Вільнянськ — знаходиться за 42 км від села.

## Історія
Село Грушівка утворилось як невеликий хутір в 1920—1930 рр.
В 1932-1933 селяни пережили сталінський геноцид.
З 24 серпня 1991 року село входить до складу незалежної України.
До 2017 року входило до складу Петро-Михайлівської сільської ради.
День села відзначається 23 вересня.